# Apeadeiro de Caria
O apeadeiro de Caria é uma interface ferroviária da Linha da Beira Baixa, que serve a localidade de Caria, no distrito de Castelo Branco, em Portugal.

## Descrição

### Localização e acessos
Esta interface ferroviária dista do centro da localidade nominal (Casa da Torre) menos de dois quilómetros, mormente via EN18-3.

### Infraestrutura
Como apeadeiro de uma linha em via única, esta interface tem uma só plataforma, que tem 100 m de comprimento e 685 mm de altura.
O edifício de passageiros situa-se do lado sulsudeste da via (lado direito do sentido ascendente, para Guarda).
Situa-se junto a esta interface, ao PK 179+846, a zona neutra de Caria que isola os troços da rede alimentados respetivamente pelas subestações de tração de Sobral e de Fatela.

### Serviços
Em dados de 2023, esta interface é servida por comboios de passageiros da C.P. de tipo intercidades, com três circulações diárias em cada sentido, entre Lisboa - Santa Apolónia e Guarda, e de tipo regional, com duas circulações diárias em cada sentido, entre Castelo Branco ou Entroncamento e Guarda.

## História
Este apeadeiro insere-se no lanço entre Covilhã e a Guarda, que foi concluído em 11 de Abril de 1893, e inaugurado em 11 de maio do mesmo ano.
Em 16 de Abril de 1904, a Gazeta dos Caminhos de Ferro noticiou que em Lisboa tinha-se organizado uma reunião de representantes de vários pontos da região central do país, para pedir a construção de novas linhas ou modificar o traçado das já planeadas, tendo um dos caminhos de ferro propostos sido a Linha de Penamacor, da Sertã a Penamacor, que deveria ser prolongada por Caria ou Belmonte até Manteigas. Em 1948, vários lanços da Linha da Beira Baixa estavam a ser alvo de renovação de carris, incluindo da Covilhã a Caria.
Até pelo menos, 1988, esta interface mantinha a classificação de estação, tendo sido despromovida à de apeadeiro antes de 2011.
A circulação ferroviária foi suspensa em 9 de Março de 2009 no troço entre a Guarda e Covilhã, para se proceder a obras de reabilitação.

A circulação ferroviária foi retomada no dia 2 de maio de 2021, após terem sido concluídas as obras de modernização do troço Covilhã-Guarda.